# Néstor Craviotto
Néstor Oscar Craviotto, mais conhecido como Néstor Craviotto (La Plata, 3 de outubro de 1963), é um treinador de futebol e ex-futebolista argentino que atuava como defensor.

## Seleção
Craviotto fez parte do elenco da Seleção Argentina de Futebol na Copa América de 91 e 93, e no título na Copa Rei Fahd de 1992, na Arábia Saudita.[carece de fontes?]

## Títulos
Argentina
- Copa América de 1991 e 1993
- Copa das Confederações FIFA – 1992
- Copa dos Campeões CONMEBOL–UEFA – 1993

Estudiantes
- Torneo Nacional – 1983

Independiente
- Torneo Clausura – 1994
- Supercopa Sul-Americana – 1994
- Recopa Sul-Americana – 1994